# Jeux sud-américains de 2002
Navigation
1998 2006
Les Jeux sud-américains de 2002 se sont déroulés dans plusieurs villes du Brésil : Rio de Janeiro, São Paulo, Curitiba et Belém. Ils furent organisés par la Organización Deportiva Suramericana (ODESUR). 
Ces jeux devaient initialement avoir lieu à Córdoba en Argentine. Mais à cause de la crise économique qui frappait le pays, ils furent déplacés à Bogota en Colombie. Cet état étant en lutte contre une guérilla, de nombreux pays comme la Bolivie, le Chili, le Paraguay et le Venezuela menacèrent de ne pas se rendre aux Jeux. Pour éviter ce boycott, les jeux furent de nouveau délocalisés, cette fois-ci au Brésil. Mécontente, la Colombie décide de boycotter ces Jeux et n'envoie aucun athlète. 

## Tableau récapitulatif
| Jeux sud-américains de 2002 |                                    |
| Pays participants           | 14                                 |
| Athlètes participants       | 2 069 (? femmes, ? hommes)         |
| Épreuves                    | ?, dans 24 sports et ? disciplines |
| Cérémonie d'ouverture       | 1er août 2002                      |
| Cérémonie de clôture        | 11 août 2002                       |

## Les 14 délégations présentes
| Amériques                                                                                | Amériques                    | Amériques                                                | Amériques                       |
| ---------------------------------------------------------------------------------------- | ---------------------------- | -------------------------------------------------------- | ------------------------------- |
| - Antilles néerlandaises (??) - Argentine (??) - Aruba (??) - Bolivie (??) - Brésil (??) | - Chili (??) - Équateur (??) | - Guyana (??) - Panama (??) - Paraguay (??) - Pérou (??) | - Uruguay (??) - Venezuela (??) |

## Tableau des médailles
| Rang  | Nation                 | Or  | Argent | Bronze | Total |
| ----- | ---------------------- | --- | ------ | ------ | ----- |
| 1     | Brésil                 | 148 | 95     | 90     | 333   |
| 2     | Venezuela              | 97  | 70     | 64     | 231   |
| 3     | Argentine              | 76  | 89     | 80     | 245   |
| 4     | Chili                  | 24  | 41     | 46     | 111   |
| 5     | Équateur               | 23  | 32     | 37     | 92    |
| 6     | Pérou                  | 6   | 28     | 30     | 64    |
| 7     | Antilles néerlandaises | 3   | 2      | 7      | 12    |
| 8     | Uruguay                | 2   | 8      | 21     | 31    |
| 9     | Panama                 | 1   | 5      | 6      | 12    |
| 10    | Paraguay               | 0   | 1      | 8      | 9     |
| 11    | Guyana                 | 0   | 1      | 7      | 8     |
| 12    | Aruba                  | 0   | 1      | 2      | 3     |
| 13    | Bolivie                | 0   | 0      | 9      | 9     |
| Total | Total                  | 380 | 373    | 407    | 1160  |